# Guillaume Isidore
(Chateaubriand, Mémoires d'Outre-Tombe)
Guillaume Isidore, conte di Montbel (Tolosa, 4 luglio 1787 – Frohsdorf, Austria, 3 febbraio 1861), è stato un funzionario e politico francese.

## Esordi
Nato da famiglia di antico casato, perse presto il padre, decapitato il 18 luglio 1793, nel corso della Rivoluzione.

Mancano notizie per il successivo ventennio, dal che si deduce che non ricoprì cariche pubbliche né si compromise con la rivoluzione o l'Impero. Le cronache più tarde, anzi, lo ricordano per «assai precoci segni di zelo realista».
La morte del padre, comunque, non lo costrinse all'esilio, né, apparentemente, ne compromise del tutto le fortune economiche (originariamente legate a proprietà terriere nella regione di Tolosa). Tanto che in quegli anni divenne amico di de Guiraud, poeta e scrittore (dal 1826 membro dell'Académie Française, seggio 37 al posto del marchese de Montmorency), allora in città per seguire studi di diritto. Non dovette mutare nemmeno la sua posizione sociale nella (ancorché sconvolta) cerchia della nobiltà tolosana: quando si sposò, il 4 aprile 1812, prese per moglie Agathe d'Aspe, figlia di un marchese, già Président à mortier del parlamento di Tolosa, ovvero l'alta corte di giustizia della regione. Dal matrimonio nacquero cinque figli, l'ultimo nel 1824.

## I cento giorni
Ma i lunghi anni dell'Impero non fecero mutare le sue posizioni politiche, tanto che, al ritorno di Imperatore dall'Elba, il 1º marzo 1815, troviamo Montbel arruolato nei Volontaires Royaux.
Si trattava di corpi di volontari, di varia consistenza, raggruppati dai realisti un po' in tutta la Francia e decisi a combattere "l'usurpatore". Come consistenza militare li si potrebbe assimilare a dei corpi franchi, o partigiani. La loro azione fu visibile in particolare durante la marcia di Napoleone su Parigi e dopo battaglia di Waterloo. Né poteva essere altrimenti, considerato il generale passaggio di campo dell'esercito.

In ogni caso le fonti accennano ad un licenziamento dei Volontaires Royaux dopo il 20 marzo (data del ritorno trionfale di Napoleone a Parigi, da cui era fuggito Luigi XVIII) ed a diversi episodi di arresti e persecuzioni ad opera delle autorità imperiali nel corso dei Cento Giorni. Attenzioni che coinvolsero anche il Montbel, ma che non ebbero, in generale, effetti, a causa della rapida e definitiva disfatta di Waterloo, il 18 giugno, seguita, il 15 luglio, dalla resa di Napoleone, seguita dall'esilio a Sant'Elena.

## Un notevole carriera al seguito del Villèle
Forte della nobiltà della propria casata e dei freschi galloni di reduce, venne nominato consigliere municipale della sua città di Tolosa, in data imprecisata. A tale periodo risale il legame politico con un parente, il conte di Villèle (la madre del Montbel era una de Villèle, Jeanne), nominato sindaco della città dopo i cento giorni. Questi era un uomo molto ricco (delle piantagioni della moglie, nella colonia dell'Isola della Riunione), deputato sin dal 1815 e, presto, capo del partito ultra. Fece talmente tanta carriera da divenire, il 14 dicembre 1821, primo ministro, a Parigi.
Da quel posto favorì la carriera del suo protetto Montbel, rimasto in provincia:
- il 23 gennaio 1822 lo nominò fra i 24 Consiglieri Generali della Alta Garonna (seggio n. 2), un posto che tenne sino alla Rivoluzione di luglio;
- ne fu evidentemente, soddisfatto, tanto da farne il suo sesto successore come sindaco di Tolosa: assunse l'incarico l'11 gennaio 1826 e lo lasciò il 7 agosto 1829;
- il 17 novembre 1827 venne eletto deputato del secondo circondario ('arrondissement') della Alta Garonna.

Montbel venne eletto con 281 voti a favore su 330 votanti e 399 iscritti, contro 108 a tale Joseph Cassaing, un banchiere e presidente del locale tribunale di commercio. Questo Cassaing dovette essere uno dei capi del partito liberale a Tolosa, ed un avversario del Montbel, tanto da prenderne il seggio di Consigliere Generale, il 18 gennaio 1831, alcuni mesi dopo la grave sconfitta subita dagli ultra, a seguito della Rivoluzione di luglio.

## Deputato a Parigi

### La caduta del governo de Villèle
Il destino volle che quelle elezioni della Camera dei deputati coincidessero con una vittoria liberale, tanto che Carlo X, seguendo, per l'ultima volta, l'uso del fratello Luigi XVIII di accomodare i mutamenti elettorali con cambiamenti nella compagine del governo (che, in base alla vigente Carta del 1814 dipendeva esclusivamente dalla fiducia del sovrano). Dimise, quindi il conte di Villèle, sostituendolo il 4 gennaio 1828, con una compagine guidata dal visconte di Martignac.
Montbel debuttò, quindi, come deputato di opposizione, sostenitore del ministero precedente. Il Dizionario dei Parlamentari del 1889 lo descrive come «attivo, zelante, del tutto deferente alla causa monarchica, dotato di una certa facilità di parola, si fece difensore risoluto delle idee del Villéle in materia di politica e di finanze, moltiplicò le proposte e gli emendamenti senza lasciarsi scoraggiare dagli insuccessi, e combatté, senza sosta, il partito liberale».

Il maggiore provvedimento del governo Martignac fu un progetto di legge sulla stampa periodica, approvata nel luglio 1828. Alla Camera dei deputati essa venne discussa, come previsto dagli art. 45-46 della Carta, da una delle due commissioni che si ripartivano le proposte presentate dal sovrano. Di essa faceva parte proprio il Montbel, che combatté con vigore la libertà di stampa, invocando, a sostegno delle proprie tesi, l'attentato di Lourel contro il duca di Berry, del quale attribuiva la responsabilità ai giornalisti dell'opposizione e reclamava la censura facoltativa ('censure facultative').

### La liberazione della Grecia
Una delle principali eredità del governo Villèle era stato l'intervento, accanto a Gran Bretagna e Impero russo, nella guerra d'indipendenza greca, contro l'Impero ottomano. Le tre potenze avevano, infatti, sottoscritto, il 6 luglio 1827 una Convenzione che imponeva alla cosiddetta Sublime Porta il rispetto dell'autonomia della Grecia, pur nel quadro della sovranità turca. Questi, forte dei successi ottenuti dal fedele Ibrahim Pacha che aveva riconquistato e messo a ferro e fuoco l'intera Morea, rifiutò. Le tre potenze decisero, allora, di inviare una forte squadra navale la quale, il 20 ottobre 1827, condusse una dimostrazione di fronte alla flotta mussulmana nella baia di Navarino. L'inattesa reazione turca diede loro l'occasione per iniziare una grande battaglia, e distruggere l'intera armata nemica.
Il successo di Navarino, tuttavia, non bastò a salvare Villèle dalla sconfitta elettorale. Ma venne accolta con gioia da Carlo X, il quale considerava suo dovere di sovrano cristiano soccorrere i Greci ridotti in schiavitù. Tanto che Martignac non si oppose all'invio di un nutrito corpo di spedizione francese (salpato da Tolone proprio nel luglio-agosto 1828, quindi a cavallo dei due governi), che diede un decisivo contributo alla liberazione della Grecia.
Per dimostrare le proprie buone intenzioni, Martignac indusse Carlo X ad affidare la spedizione al Tiburzio Sebastiani, un corso, fratello di quell'Orazio avversario dei Borbone e fra i futuri artefici della Rivoluzione di luglio.

Furono, forse, queste circostanze ad indurre Montbel a un'allora famosa dichiarazione, che definiva «rovinoso e romanzesco» («ruineuse et romanesque») l'intervento a favore dei Greci.

## Il governo Polignac
La situazione politica in Francia stava, tuttavia, mutando. L'8 agosto 1829, Martignac si vide respingere dalla Camera dei deputati una proposta di legge concernente la riorganizzazione degli enti locali e si dimise. Carlo X, stanco degli abusi dei liberali, decise di imporre le proprie scelte senza tener conto della maggioranza parlamentare. E nominò primo ministro il principe di Polignac, nuovo leader del partito ultra.

### Ministro dell'educazione
Montbel divenne ministro degli affari ecclesiastici e della pubblica istruzione (e grand maître de l'Université), al posto del M. de Vatimesnil. Tenne il portafoglio per tre mesi, segnalandosi per una misura importante: rifiutò di sottoscrivere la sospensione dai corsi di insegnamento di Cousin, Guizot e Villemarin. Creò, inoltre, alla Scuola Preparatoria Normale una conferenza di francese e una di grammatica comparata. Divise, inoltre, la cattedra di filosofia in filosofia propriamente detta e di storia, includente archeologia e geografia. Ma, in compenso, a settembre rovesciò una precedente ordinanza del marzo 1829, la quale aveva sostituito il francese al latino come lingua di insegnamento della filosofia.

### Ministro degli Interni
Il 18 novembre 1830 succedette al dimissionario de la Bourdonnaye come ministro degli interni (lasciando l'educazione al conte di Guernon-Ranville, un magistrato liberale). Montbel cominciò con l'affidare la direzione generale della polizia al Sirieys de Mayrinhac. Ebbe, poi, modo di esprimersi riguardo alla condizione carceraria dei minori. Ancora nel 1840 esistevano solo 300 posti in sezioni separate. Ma, in un rapporto alla Société royale des prisons del 29 gennaio 1830, Montbel sottolineava: «il regime delle carceri centrali non si adatta per nulla a dei ragazzi presso i quali il vizio e la corruzione non ha ancora gettato delle radici profonde e che sono rimessi al potere del governo … per ricevere un'educazione che li allontani dal vizio. È dunque della loro educazione che occorre, specialmente, occuparsi». Anche se tali considerazioni si accompagnavano al suggerimento di indirizzare unicamente all'educazione dei giovani gli sforzi dei filantropi che si occupavano dei carcerati dal momento che la condizione delle carceri gli sembrava soddisfacente.

### Continuati contatti con il collegio di Tolosa
Da deputato e ministro continuò ad essere vicino al suo collegio, come testimonia la donazione di un quadro al musée des Augustins di Tolosa, commissionato dal Montbel nel 1830, da ministro dell'Interno. Esso giunse a destinazione solo il 14 maggio 1832, inviato dal Guizot, allora ministro del commercio e dei lavori pubblici, dopo diverse proteste della città di Tolosa.

## La rivoluzione di luglio

### La crisi parlamentare del 1830
In quei mesi, Montbel intervenne più volte alla Camera, invano cercando di attenuare l'opposizione al ministero del quale faceva parte. Particolare importanza ebbe l'apertura della sessione parlamentare, il 2 marzo 1830, segnata da un discorso della corona di Carlo X il quale annunciò la spedizione di Algeri e minacciò, implicitamente, l'opposizione di governare per ordinanze in caso di blocco delle istituzioni. Nel corso della successiva discussione, il 5 marzo, Montbel denunciò “questo odio che allarma, che pone degli onesti cittadini sotto i colpi della diffamazione e della calunnia, e che impedisce ai magistrati (il governo) di fare tutto il bene che vorrebbero”.
Come tutta risposta, la Camera dei deputati, il 16 marzo, approvò il famoso 'indirizzo dei 221' (approvato con 221 sfere bianche, contro 181 sfere nere), che consisteva in una vera e propria mozione di sfida nei confronti del ministero Polignac. Essa confliggeva con la Carta del 1814, in quanto essa nulla dava alla Camera la competenza per interferire nella formazione del ministero, che costituiva una stretta prerogativa reale. Esso venne portato il 18 marzo da Carlo X alle Tuileries. Questi lo respinse con parole che ricalcavano quelle del Montbel: Avevo diritto di contare sul concorso delle due camere per compiere tutto il bene che io meditavo; se il mio cuore si affligge di vedere i deputati dei dipartimenti dichiarare che, da parte loro, tale concorso non esiste.

### Le due elezioni del 1830
Si apriva, così, una grave crisi politica, che Carlo X credette di affrontare dissolvendo, il 16 maggio 1830, l'assemblea, al fine di ricostituire una maggioranza a lui favorevole.
Le condizioni di riuscita riposavano, grandemente sul ministro degli Interni, il quale aveva la responsabilità di organizzare le elezioni, condizionandole a misura di garantire una vittoria degli ultra. Montbel era, certamente, partigiano dell'ingerenza del potere. Ma venne sostituito, il 15 maggio, dal conte di Peyronnet. Questi fallì in pieno il proprio obiettivo: contro le aspettative della corte, i liberali vinsero le elezioni del 23 giugno, eppoi anche le successive elezioni del 19 luglio. In soprannumero, i liberali ottennero 274 seggi, ossia 53 più di quanti ne avessero prima della dissoluzione.

### Le ordinanze di Saint-Cloud
Nel frattempo Il 19 maggio 1830, Montbel aveva sostituito il conte di Chabrol come ministro delle finanze.

Con questa carica firmò le ordinanze di Saint-Cloud: esse erano permesse dall'art. 14 della Carta che permetteva a re di fare i regolamenti e le ordinanze necessarie per l'esecuzione delle leggi e la sicurezza dello Stato. Ma vennero accolte dalla feroce opposizione liberale e determinarono lo scoppio della Rivoluzione di luglio.

### La Rivoluzione di Luglio
Montbel sostenne sino in fondo il trono di Carlo X, respinse ogni ipotesi di compromesso con l'opposizione o gli insorti, concorse con il principe di Polignac alle misure di resistenza, respinse i tentativi di conciliazione tentati dal de Sémonville e dal d'Argont, i quali, comunque, avrebbero comportato un sostanziale accoglimento dell'Indirizzo dei 221 e delle tesi liberali.

## L'esilio
Accompagnò il re a Rambouillet e, dopo che il duca di Orléans venne nominato luogotenente generale del Regno, Montbel rientrò a Parigi da dove partì per Vienna, in Austria.

### Processo
Insieme all'intero ex-governo, Montbel dovette subire il cosiddetto 'processo ai ministri di Carlo X', un'operazione decisamente politica, volta a soddisfare le attese di vendetta della popolazione parigina contro gli sconfitti.
Messo in stato d'accusa il 29 settembre 1830, con 197 voti contro 69, Montbel venne compreso, come contumace, nel decreto emesso della Camera dei Pari, che condannò tutti i membri del governo Polignac alla morte civile ed alla prigione perpetua.

### Esproprio
Non che in quegli anni uscisse completamente dalla scena politica: ad esempio l'Echo de la fabrique, giornale dei setaioli, del 24 febbraio 1833, da conto della proposta avanzata dal Passy, nel quadro delle discussioni di bilancio, di annullare un'ordinanza del Montbel, del 28 luglio 1830, per il pagamento (avvenuto) di 371'000 franchi (o 421'000) ai soldati che difendevano la causa dell'ex-re Carlo X contro il popolo. Montbel venne difeso dal Berryer, con un discorso qualificato come remarquable, ma rigettato dal parlamento quasi all'unanimità. Segue una notizia del 10 marzo, che registra una memoria di risposta, indirizzata dal Montbel (qualificato semplicemente come ex-ministre). Il governo promise di registrare la spesa a bilancio con apposito progetto di legge. Ma la memoria venne inviata alla Camera dei Pari, nel quadro del precedente processo.

### La 'piccola corte' di Carlo X a Praga
Carlo X si rifugiò a Praga, ove la sua petite cour si divise fra differenti partiti. La Revue des Deux Mondes, accreditava Montbel lontano dai "duri e puri" di sovrano e dai "cavallereschi" della duchessa di Berry: egli sarebbe stato sostenitore del suffragio universale e delle vecchie franchigie comunali. Nel caso, un atteggiamento assai avveduto, dal momento che la maggioranza liberale della Camera era stata eletta a suffragio ristrettissimo, non espressivo di collegi, per lo più, a larga maggioranza cattolici e realisti.
Tale atteggiamento, sicuramente, non scontentava Carlo X che, nel 1830, aveva nominato Montbel 'conte'.

### Lo scandalo della Duchessa di Berry
La duchessa di Berry era stata coinvolta in un malaccorto tentativo di sollevazione realista nella zona della Vandea. Arrestata, le fu permesso di lasciare la Francia l'8 giugno 1833 per Palermo. Da lì si mise in viaggio per Praga, ma Carlo X rifiutava di accoglierla se non a condizioni determinate. La questione, infatti, era molto delicata in quanto la duchessa aveva agito come vedova del figlio di Carlo X (assassinato il 13 febbraio 1820 e martire della casa reale) e madre dell'erede al trono, loro figlio il conte di Chambord. Ma, nel corso della prigionia nella fortezza di Blaye, le nacque una figlia, Anna Maria, evidentemente non dal defunto marito. In tale occasione la duchessa di Berry fu costretta ad ammettere un segreto matrimonio con il Ettore  Lucchesi Palli un nobile siciliano.

I due fatti fecero molto rumore e vennero sfruttati con grande efficacia polemica dal governo dell'usurpatore Luigi Filippo (che aveva fatto assistere al parto dei testimoni scelti dal maresciallo Bugeaud).
Carlo X, dunque, pretendeva la dimostrazione dell'esistenza di un regolare atto di matrimonio con Ettore Lucchese Palli e affidò la delicata missione al Montbel, insieme al Ferron, già ministro degli esteri nel 1827-29. Questi intercettarono la duchessa a Firenze, in settembre, ed ottennero la consegna del contratto (sino ad allora conservato in Vaticano). Dopodiché la protagonista dello scandalo incontrò un secondo messaggero, il Chateaubriand (anch'egli ex-ministro) a Venezia il 18 settembre e, il 20 seppe che l'udienza era stata rifiutata. Sinché non venne ammessa alla presenza del suocero, dal 13 al 18 ottobre, a Lubiana. Qui si vide allontanata dalla famiglia reale (che le rifiutò la direzione dell'educazione del figlio) e partì per un nuovo esilio, in Belgio.

### La prima storia del Duca di Reichstadt
Di tali colloqui Montbel fece tesoro in una relation fidèle et détaillée de l'arrestation de s. a. r. madame, duchesse de Berry, edito nel 1832-33. Si trattava di una sorta di instant book, che testimonia di un certo gusto del Montbel per la polemica giornalistica e d'attualità.
Ma la sua opera più conosciuta è una Notice sur le Duc de Reichstadt - redigee a Vienne sur des documents authentiques. Un'opera rilevante, in quanto fu la prima biografia dell'unico figlio legittimo di Napoleone il Grande, morto appena qualche mese prima, il 22 luglio 1832. Fu pubblicata subito a Parigi, in quel 1832, con seconda edizione già nel 1833. Fu tradotta, già nel 1833, in italiano dal Gaetano Barbieri, come Storia del Duca di Reichstadt, edita presso Stella e Figli, Milano. Venne letto e citato da Alexandre Dumas padre e dal Chateaubriand

### La morte di Carlo X
Nel 1836 Montbel era presso il vecchio Carlo X che aveva lasciato Praga per un soggiorno di riposo a Gorizia. Lì venne raggiunto da un'epidemia di colera, che lo uccise il 5 novembre 1836. Lo assisteva proprio il Montbel, che ne curò la sepoltura nel convento di Castagnevizza.

### Secondo matrimonio ed amnistia
A seguito della morte del vecchio re, il governo di Luigi Filippo, giudicò maturo il tempo per tentare di rimarginare le ferite aperte dall'usurpazione del luglio 1830. L'anno seguente, 1837, Montbel e gli altri ministri vennero amnistiati dal governo Molé.
Montbel tornò a Tolosa, prendendo dimora nel suo palazzo di Grand Rue Nazareth 6. Nel frattempo la prima moglie, Agata, era morta nel 1832. E Montbel aveva sposato prima del 1836, in seconde nozze, Nina Sigray, figlia di un conte, dalla quale ebbe due figli.

### Continuata vicinanza ai Borbone
Dopodiché resto uno dei consiglieri del pretendente al trono, come testimonia, ad esempio, una lettera del Montbel, del 21 giugno 1842, a questi indirizzata. 

Ovvero la circostanza che, morta la seconda moglie, Nina, probabilmente poco dopo il 1838, Montbel si sposò, una terza volta, il 19 novembre 1845 con Alix de Gain de Montaignac, figlia di un conte che, probabilmente, aveva seguito Carlo X nel suo esilio. Il matrimonio avvenne, infatti, a Frohsdorf, in Bassa Austria, ove risiedeva la corte in esilio. E ne nacquero tre figli.
Degli undici figli il primogenito Marcel divenne ufficiale dell'esercito austriaco; Henri fu zuavo pontificio e morì a Vienna nel 1861; Louise sposò, nel 1854, un magnate ungherese.

## Esito
Montbel morì a Frohsdorf, in Austria, durante una visita al il conte di Chambord, il 3 febbraio 1861. Si ha notizia che, appena pochi mesi dopo, il 20 maggio 1861, venne messa in vendita, tramite asta, la sua biblioteca di libri antichi e moderni.

## Opere
- Protestation de M. de Montbel, ex-ministre du roi de France, contre la procedure instruite et suivie contre lui devant les pairs, convoques en cours de justice, et expose de sa conduite pendant et avant les evenemens de juillet 1830, J. Lebreton, Bordeaux, 1831
- Lettre sur le choléra de Vienne (1832)
- Souvenirs du comte de Montbel, ministre de Charles X, publiés par son petit-fils Guy de Montbel Parigi, Plon-Nourrit, 1913.
- Relation fidèle et détaillée de l'arrestation de s. a. r. madame, duchesse de Berry, edito nel 1832-33.
- Notice sur le Duc de Reichstadt - redigee a Vienne sur des documents authentiques, Parigi, 1832.
- Le Comte de Marnes, fils ainé du roi de France, Charles X - notice sur son exil, son caractère, sa mort et ses funérailles. Suivie des actes et procèsverbaux relatifs à son décès, Versailles.